# Róna Viktor
Róna Viktor (Budapest, 1936. augusztus 17. – Budapest, 1994. január 15.) Kossuth- és Liszt Ferenc-díjas magyar táncművész, koreográfus, balettigazgató.

## Életpályája
Az Operaház iskolájában Nádasi Ferenc tanította, 1950-ben lett tagja a Magyar Állami Operaháznak. Az Állami Balettintézetben tanult tovább, 1954-ben végzett balettmesterként. 1957-ben lett az Operaház magántáncosa. 1959-ben Leningrádba került, ahol egy évig tanult. 1974-től 1980-ig a Norvég Állami Balett balettmestere és vezető szólistája volt. 1980 és 1982 között a párizsi Opéra Garnier, 1982–83-ban pedig a milánói Scala balettmestere volt. Cannes-ban tanított, s tartott kurzusokat Európa és Ázsia több országában is. 1967-ben készült a Magyar Televízióban, Horváth Ádám rendezésében az Orosz Adél–Róna Viktor című portréfilm. Több balettfilmben is táncolt, színészként csak egyetlen filmben játszott. Az 1968-ban Máriássy Félix rendezésében készült Kötelék című játékfilmben egy mezőgazdasági pilótát alakított.
A Színházi adattárban regisztrált bemutatóinak száma: táncos-7, koreográfus-1.

## Családja
Apja Róth Zoltán színész volt, aki először művésznévként, majd 1947-től hivatalosan is a Róna nevet használta családnévként. Anyja Csillik Mária (1901–1980) színésznő, színházi súgó volt.
Apai nagyszülei Róth Ármin (1860–1920) szabómester és Scheibel Róza (1867–1932), anyai nagyszülei Csillik Sándor és Kassay Julianna voltak.

## Színpadi szerepei
- Lavrovszkij: Giselle....Albrecht

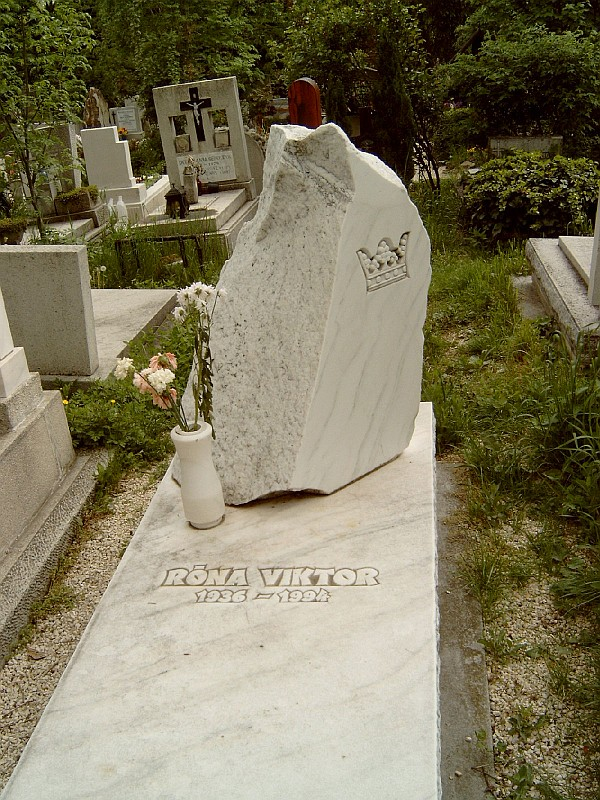
Róna Viktor sírja (Farkasréti temető 25-6-57/1)

- Csajkovszkij–Vojnonen: Diótörő....Herceg
- Petipa: Csipkerózsika....Desiré
- Harangozó Gyula: A fából faragott királyfi....Királyfi
- Seregi László: A fából faragott királyfi....Királyfi
- Bournonville: A szilfid....James
- Seregi László: Spartacus....Spartacus
- Ashton: A rosszul őrzött lány....Colas
- Ifj. J.Strauß: A denevér
- Jan Cieplinski: A babatündér....Arlekin
- Seregi László: Sylvia....Orion
- Anyiszimova: Gajane....Ismail
- Vajnonen: Párizs lángjai....Pierre
- Csajkovszkij–Harangozó Gyula: Rómeó és Júlia....Benvolio

### Koreográfiái
- Csajkovszkij: Diótörő
- Csajkovszkij: Csipkerózsika
- Pablo Neruda: Joaquin Murieta tündöklése és bukása

## Filmjei
- The Choice Is Yours, 12. rész (1963, brit, tv-sorozat, BBC)[9]
- Kötelék (1968)
- Harangozó Gyula két táncjátéka (1969)
- A rosszul őrzött lány (1973)
- Furfangos diákok

## Díjai
- Liszt Ferenc-díj (1963)
- Kossuth-díj (1965)
- Finn Fehér Rózsa Lovagrend (1968)
- Érdemes művész (1972)
- Kiváló művész (1976)
- A Magyar Köztársasági Érdemrend középkeresztje (1994)[10]